# Ernst Beyeler
Ernst Beyeler (* 16. Juli 1921 in Basel; † 25. Februar 2010 in Riehen) war ein Schweizer Galerist, Kunstsammler und Museumsgründer (Fondation Beyeler). Er war eine der bekanntesten Persönlichkeiten des internationalen Kunsthandels in der zweiten Hälfte des 20. Jahrhunderts.

## Leben
Neben seinem Studium der Nationalökonomie und Kunstgeschichte an der Universität Basel, das er nicht beendete, war der Sohn eines Bahnbeamten schon 1940 als Aushilfe beim Antiquariat «La Librairie du Château d’Art» an der Bäumleingasse 9 in Basel tätig. Dessen Besitzer war Oskar Schloss, der aus Deutschland emigriert war und im April 1945 starb. 
Ernst Beyeler übernahm von den Erben im Herbst 1945 das verschuldete Antiquariat (Literatur, Philosophie, Originalausgaben, Inkunabeln, Graphik, Zeichnungen) mit einer finanziellen Starthilfe seiner zukünftigen Frau Hilda "Hildy" Kunz (1922–2008). 1947 stellte er erstmals Kunst in diesen Räumen aus, japanische Holzschnitte, dabei hängte er Vorhänge vor die Büchergestelle. Dies gilt als Beginn seiner Galerietätigkeit. 1950 verschwanden die Bücher ganz aus dem Antiquariat, es war nur noch eine Galerie. Seit 1951 gab es dort durchgehend Ausstellungen mit Schwerpunkt auf der Klassischen Moderne – mehr als 200 bis zum 60-jährigen Jubiläum der Galerie im Jahr 2007. Bereits im Jahr 1952 gelang ihm der Durchbruch mit der Erwerbung der Sammlung des Bankiers G. David Thompson aus Pittsburgh. Mit vielen Künstlern, deren Werke er zeigte und verkaufte, war Beyeler freundschaftlich verbunden, besonders mit Pablo Picasso, der ihm 1966 freie Auswahl aus seinen Atelierbeständen für 29 Arbeiten gewährte. Auf die Herausgabe schön gestalteter Verkaufskataloge legte er von Beginn an grossen Wert, die Herstellung übernahm die Basilius Presse des Verlegers und Kunstsammlers Rudolf Indlekofer.
1970 war Beyeler Mitbegründer und bis 1992 auch Mitorganisator der Internationalen Kunstmesse Art Basel. Er wurde Verwalter des künstlerischen Nachlasses von Wassily Kandinsky.

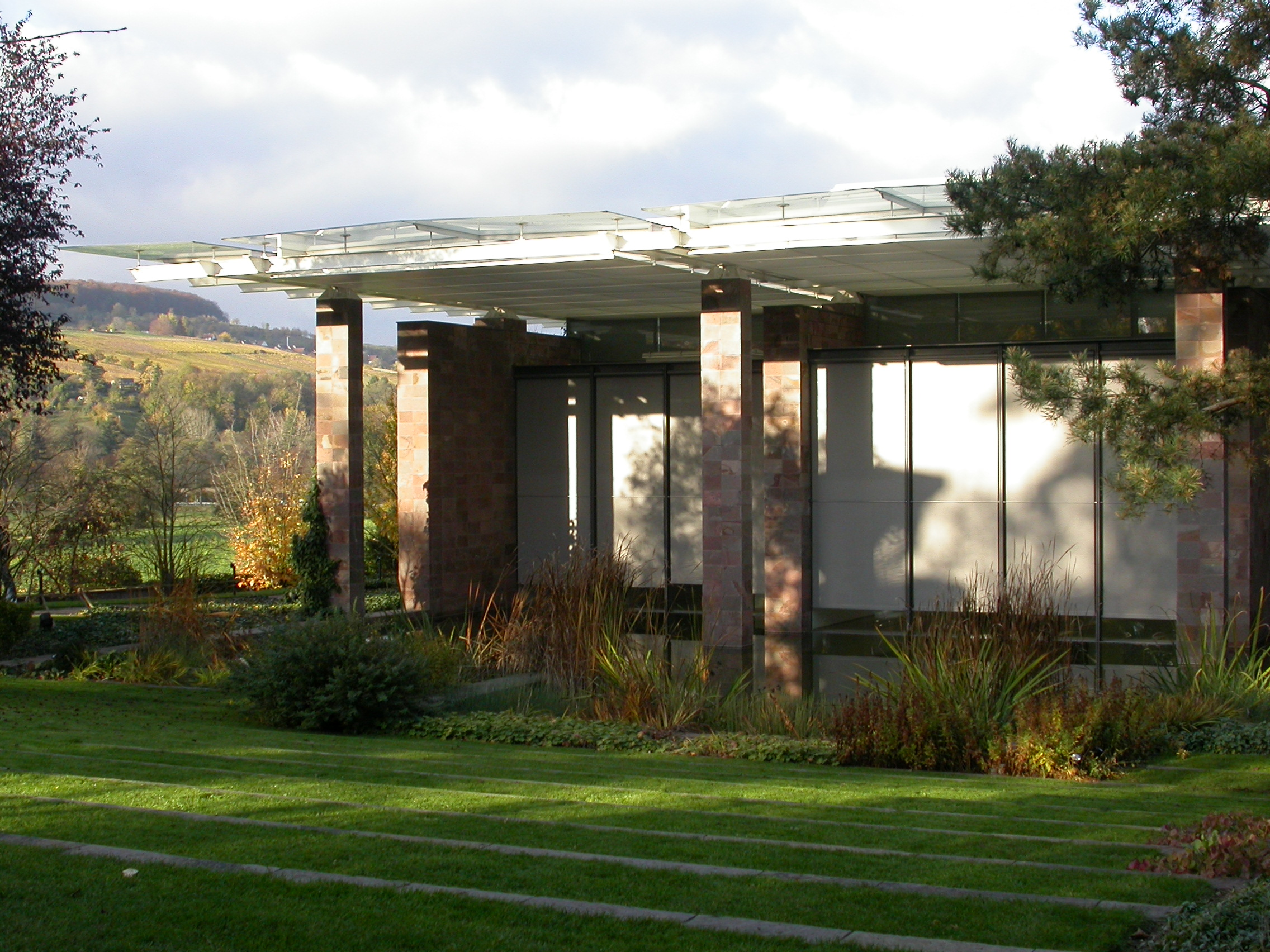
Fondation Beyeler in Riehen

1982 errichtete er zusammen mit seiner Frau Hildy die Beyeler-Stiftung, deren Ziel die Pflege und Präsentation der eigenen Sammlungen von Werken der klassischen Moderne sowie von afrikanischer und ozeanischer Kunst ist. Die Sammlung wird seit 1997 im Museum der Fondation Beyeler in Riehen bei Basel gezeigt. Mit dessen Bau war 1994 begonnen worden, inzwischen gilt es wegen seiner Architektur von Renzo Piano, der Präsentation der Werke und seiner Einbindung in die umgebende Landschaft als eines der schönsten Museen der Welt. 2009 gab Ernst Beyeler das Präsidium des Stiftungsrats an Hansjörg Wyss ab, Georg Krayer wurde Präsident des Verwaltungsrats und Sam Keller Direktor des Museums.
Beyeler kümmerte sich aber nicht nur um sein Museum, sondern regte im Lauf der Jahre auch sehr beachtete Ausstellungen in anderen Häusern an, unter anderem im Kunstmuseum Basel und im Museum of Modern Art New York. 2001 gründete er gemeinsam mit seiner Frau die Stiftung Kunst für den Tropenwald.

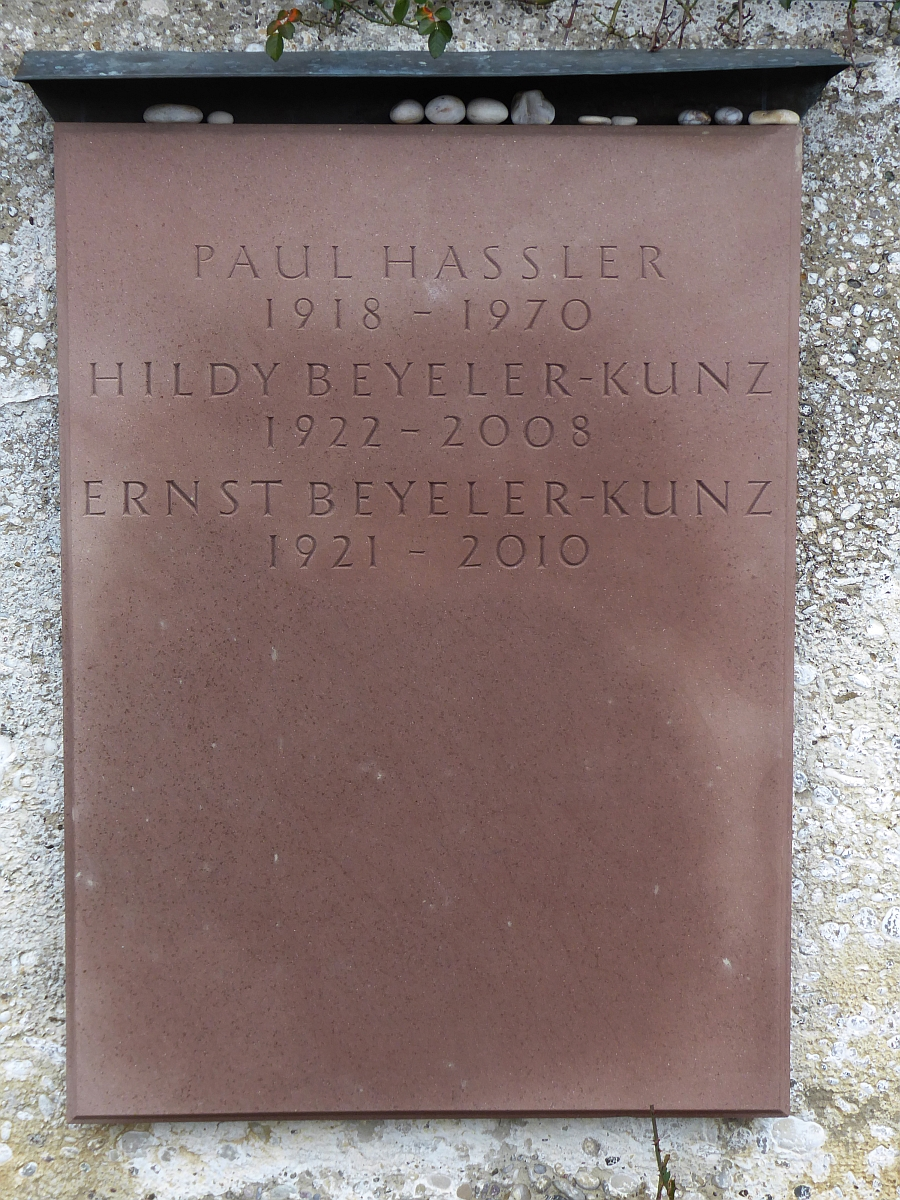
Grab, Friedhof am Hörnli, Riehen, Kanton Basel-Stadt

Ernst Beyeler starb am 25. Februar 2010 im Alter von 89 Jahren. Das Ehepaar Beyeler hatte testamentarisch verfügt: Nach ihrem Tod sollten die Bestände der Galerie zugunsten des Museums in Riehen versteigert werden. 109 Werke wurden auf einer Auktion im Juni 2011 bei Christie’s in London angeboten, wovon 104 verkauft wurden.

## Auszeichnungen
- 1985: Chevalier de l'Ordre des Arts et des Lettres
- 1987: Ehrendoktorwürde der Universität Basel
- 1998: Chevalier de la Légion d'Honneur
- 2007: Ehrung zusammen mit Hildy Beyeler durch die Stadt Riehen anlässlich des 10-jährigen Jubiläums der Fondation Beyeler
- 2008: SwissAward in der Kategorie Kultur.

## Filmografie
- Kunsthändler Ernst Beyeler. Dokumentation, Schweiz, Frankreich, 2007, 66 Min.,  Regie: Thomas Isler, Produktion: arte, Erstsendung: 15. Oktober 2007, Besprechung von art
- Ein Leben für die Kunst – Der Schweizer Galerist Ernst Beyeler. Dokumentation, Deutschland, 30 Min., Buch und Regie: Ute Hoffarth, Produktion: SWR, Erstsendung: 20. Dezember 2003
- Liebe – Leidenschaft – Vollendung. Die Schätze des Sammlers Ernst Beyeler. Filmporträt CH 1997, Regie: Edith Jud  (verschiedene TV-Programme)